# Athlon II
Az Athlon II egy K10 architektúrájú, sokmagos AMD processzorsorozat, amely a 45 nm-es technológián alapul, az olcsó és középkategóriás PC-k piacát célozza, és a Phenom II vonal kiegészítő terméke.

## Jellemzők
Az Athlon II sorozat a AMD K10 architektúrán alapul és a Phenom II sorozatból származik. A Phenom sorozattal ellentétben, ennek tagjaiban nincs L3 gyorsítótár. Alapvetően kétfajta Athlon II lapka létezik: a kétmagos Regor lapka, magonként 1 MiB L2 gyorsítótárral, és a négymagos Propus, 512 KiB-val magonként. A Regor egy natív kétmagos kialakítás, alacsonyabb TDP-vel és kiegészítő L2-vel, hogy ellensúlyozza az L3 gyorsítótár hiányát. Az Athlon II x2 200e-220 csipekben kevesebb L2 gyorsítótár van, mint a Regor vonal többi tagjában. A hárommagos Rana a négymagos Propus terveiből származik, amelyben egy mag ki van kapcsolva. Egyes modellekben a Phenom II Deneb mag található, letiltott L3 gyorsítótárral és magokkal a burkolatban.
A következő technológiákat tartalmazza:
- AMD Direct Connect architektúra
- AMD széles lebegőpontos gyorsító
- AMD Digital Media XPress 2.0 technológia
- AMD PowerNow! technológia (Cool’n’Quiet technológia)
- HyperTransport technológia (nem összetévesztendő az Intel Hyper-Threading technológiával)

Azok a processzorok, amelyeknél a modellszámot "e" követi (pl. 245e), kis fogyasztású modellek, tipikusan 45W Athlonok, 65W a Phenomok esetén.
| AMD Athlon II alapú processzorcsalád    | AMD Athlon II alapú processzorcsalád | AMD Athlon II alapú processzorcsalád | AMD Athlon II alapú processzorcsalád | AMD Athlon II alapú processzorcsalád |           |
| AMD K10                                 | Asztali                              | Asztali                              | Asztali                              | Asztali                              | Sempron   |
| --------------------------------------- | ------------------------------------ | ------------------------------------ | ------------------------------------ | ------------------------------------ | --------- |
| AMD K10                                 | Négymagos                            | Négymagos                            | Hárommagos                           | Kétmagos                             | Egymagos  |
| Kódnév                                  | Llano                                | Propus                               | Rana                                 | Regor                                | Sargas    |
| Mag                                     | 32 nm                                | 45 nm                                | 45 nm                                | 45 nm                                | 45 nm     |
| Kibocsátás                              | 2011 aug.                            | 2009 szept.                          | 2009 nov.                            | 2009 jún.                            | 2009 aug. |
| AMD Athlon X2 mikroprocesszorok listája |                                      |                                      |                                      |                                      |           |

## Magok

### Regor(45 nm SOI, immerziós litográfiával)
- Két AMD K10 mag
- L1 gyorsítótár: 64 KiB adat- és 64 KiB utasítás magonként
- L2 gyorsítótár: 1024 KiB magonként, full-speed (512 kB magonként az Athlon II X2 200e-220-ban)
- Memóriavezérlő: kétcsatornás DDR2-1066 MHz (AM2+), kétcsatornás DDR3-1333 (AM3) feloszlatási (unganging) lehetőséggel
- MMX, kiterjesztett 3DNow!, SSE, SSE2, SSE3, SSE4a, AMD64, Cool'n'Quiet, NX bit, AMD-V
- Socket AM3, HyperTransport 2 GHz
- Lapkaméret: 117 mm² [5]
- Fogyasztás (TDP): 25 – 65 watt
- Első kiadás
  - 2009 június (Stepping C2)
- Órajel: 1,6 – 3,5 GHz
- Modellek: Athlon II X2 210e – 270

### Rana(45 nm SOI, immerziós litográfiával)
- Három AMD K10 mag chip harvesting technikával, 4 Propus mag, egy mag letiltva
- L1 gyorsítótár: 64 KiB utasítás- és 64 KiB adat magonként
- L2 gyorsítótár: 512 kB magonként, full-speed
- Memóriavezérlő: kétcsatornás DDR2-1066 MHz (AM2+), kétcsatornás DDR3-1333 (AM3), unganging lehetőséggel
- MMX, Extended 3DNow!, SSE, SSE2, SSE3, SSE4a, AMD64, Cool'n'Quiet, NX bit, AMD-V
- Socket AM3, HyperTransport 2 GHz
- Lapkaméret: 169 mm² [5]
- Fogyasztás (TDP): 45 watt vagy 95 watt
- Első kiadás
  - 2009 október (Stepping C2)
- Órajel: 2,2 – 3,4 GHz
- Modellek: Athlon II X3 400e – 460

### Propus(45 nm SOI, immerziós litográfiával)
- Négy AMD K10 mag

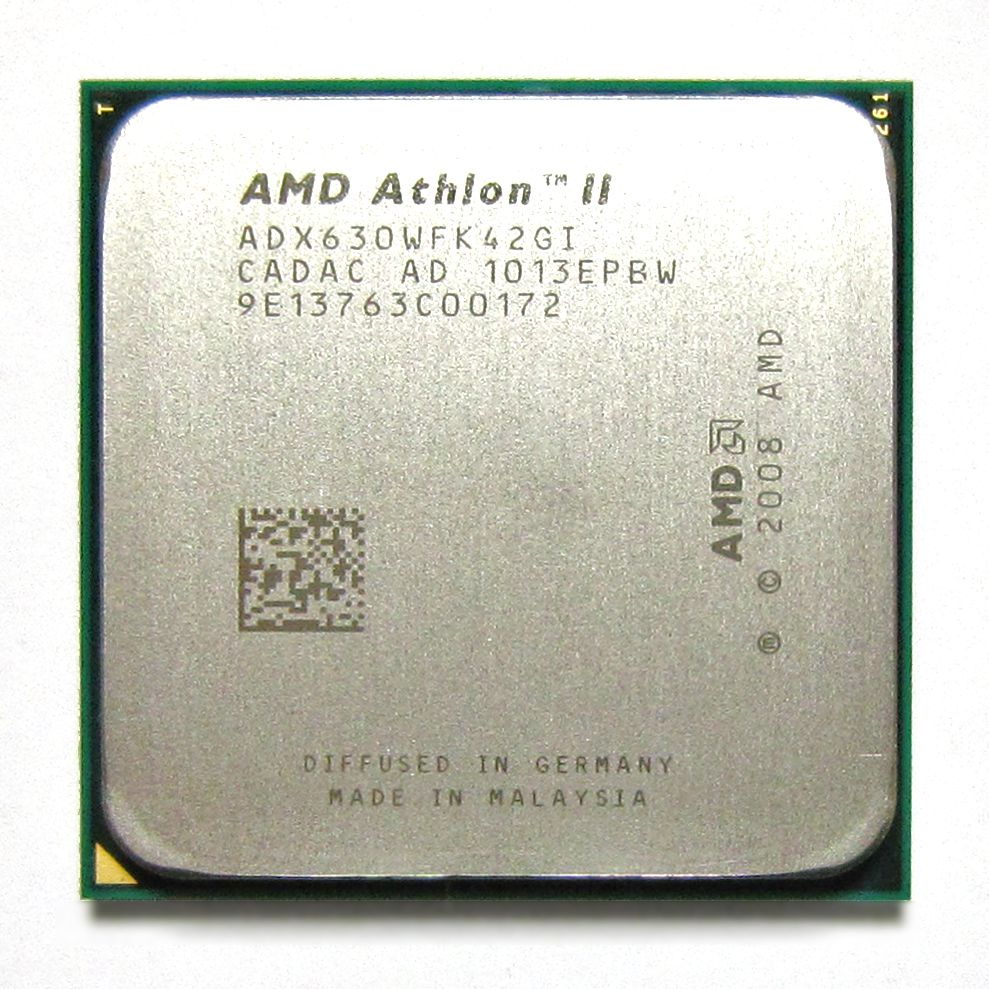
Athlon II X4 630

- L1 gyorsítótár: 64 KiB utasítás- és 64 KiB adat magonként
- L2 gyorsítótár: 512 kB magonként, full-speed
- Memóriavezérlő: kétcsatornás DDR2-1066 MHz (AM2+), kétcsatornás DDR3-1333 (AM3), unganging lehetőséggel
- MMX, Extended 3DNow!, SSE, SSE2, SSE3, SSE4a, AMD64, Cool'n'Quiet, NX bit, AMD-V
- Socket AM3, HyperTransport 2 GHz
- Lapkaméret: 169 mm² [5]
- Fogyasztás (TDP): 45 watt vagy 95 watt
- Első kiadás
  - 2009 szeptember (Stepping C2)
- Órajel: 2,2 – 3,1 GHz
- Modellek: Athlon II X4 600e – 645, Phenom II x4 840

## Fordítás
Ez a szócikk részben vagy egészben  az   Athlon II című angol Wikipédia-szócikk ezen változatának fordításán alapul.  Az eredeti cikk szerkesztőit annak laptörténete sorolja fel. Ez a jelzés csupán a megfogalmazás eredetét és a szerzői jogokat jelzi, nem szolgál a cikkben szereplő információk forrásmegjelöléseként.